# EVENING RUSH
EVENING RUSH（イブニングラッシュ）は、エフエム富士で2016年4月から2019年3月まで放送された情報ワイド番組。

## 概要
7年続いたPUMP UP RADIOの後番組として開始。

## 番組終了時点のパーソナリティー
●は、『PUMP UP RADIO』から続投。
- 月曜:神田亜紀（2016年4月4日 - 2019年3月25日）
- 火曜:KOUSAKU（2016年4月5日 - 2019年3月26日）●
- 水曜:西恵利香（2017年4月5日 - 2019年3月27日）
- 木曜:小島嵩弘（2016年4月6日 - 2019年3月28日）

### 過去のパーソナリティー
| 期間     | 期間      | 月曜     | 火曜     | 水曜      | 木曜     |
| -------- | --------- | -------- | -------- | --------- | -------- |
| 2016.4.4 | 2017.3.30 | 神田亜紀 | KOUSAKU● | 藤原恵子● | 小島嵩弘 |
| 2017.4.3 | 2019.3.28 | 神田亜紀 | KOUSAKU● | 西恵利香  | 小島嵩弘 |

## 放送時間
| 期間    | 期間    | 放送時間（日本時間）   | 放送時間（日本時間）   | 放送時間（日本時間）   | 放送時間（日本時間）   |
| 期間    | 期間    | 月曜                   | 火曜                   | 水曜                   | 木曜                   |
| ------- | ------- | ---------------------- | ---------------------- | ---------------------- | ---------------------- |
| 2016.4  | 2016.6  | 16:00 - 19:30（210分） | 16:00 - 19:54（234分） | 16:00 - 18:54（174分） | 16:00 - 18:54（174分） |
| 2016.7  | 2018.10 | 16:00 - 18:54（174分） | 16:00 - 18:54（174分） | 16:00 - 18:54（174分） | 16:00 - 18:54（174分） |
| 2018.11 | 2018.12 | 16:00 - 18:48（168分） | 16:00 - 18:48（168分） | 16:00 - 18:48（168分） | 16:00 - 18:48（168分） |
| 2019.1  | 2019.3  | 16:00 - 18:50（170分） | 16:00 - 18:50（170分） | 16:00 - 18:50（170分） | 16:00 - 18:50（170分） |

## タイムテーブル
（2018年10月現在）
| 16:00 | オープニング                               |
| 16:20 | （水）ザクザク雑貨大辞典                   |
| 16:20 | （木）小島ニュース                         |
| 16:30 | Traffic Information                        |
| 16:35 | （月）Health ACTION ～健康のために行動を～ |
| 16:35 | （水）East & West                          |
| 16:35 | （木）今週のホットワード                   |
| 16:55 | News Headline                              |
| 17:10 | Traffic&Weather Information                |
| 17:30 | News Headline                              |
| 17:35 | （月）MAN OF ACTION                        |
| 17:35 | （火）SPORTS RUSH ROARD TO TOKYO           |
| 17:35 | （水）ENGLISH RUSH                         |
| 17:35 | （木）ニュースな時間                       |
| 17:53 | Traffic&Weather Information                |
| 18:00 | （火）みなみいろプロジェクト               |
| 18:05 | （月・水・木）Send A Message               |
| 18:16 | Traffic Information                        |
| 18:20 | （月）きょうのOK!                          |
| 18:20 | （水）お水のエリカ様                       |
| 18:30 | News Headline                              |
| 18:44 | エンディング                               |